# EBI3
EBI3 (англ. Epstein-Barr virus induced 3) – білок, який кодується однойменним геном, розташованим у людей на короткому плечі 19-ї хромосоми. Довжина поліпептидного ланцюга білка становить 229 амінокислот, а молекулярна маса — 25 396.
| 10         |  | 20         |  | 30         |  | 40         |  | 50         |
| ---------- |  | ---------- |  | ---------- |  | ---------- |  | ---------- |
| MTPQLLLALV |  | LWASCPPCSG |  | RKGPPAALTL |  | PRVQCRASRY |  | PIAVDCSWTL |
| PPAPNSTSPV |  | SFIATYRLGM |  | AARGHSWPCL |  | QQTPTSTSCT |  | ITDVQLFSMA |
| PYVLNVTAVH |  | PWGSSSSFVP |  | FITEHIIKPD |  | PPEGVRLSPL |  | AERQLQVQWE |
| PPGSWPFPEI |  | FSLKYWIRYK |  | RQGAARFHRV |  | GPIEATSFIL |  | RAVRPRARYY |
| VQVAAQDLTD |  | YGELSDWSLP |  | ATATMSLGK  |  |            |  |            |

A: Аланін

C: Цистеїн

D: Аспарагінова кислота

E: Глутамінова кислота

F: Фенілаланін

G: Гліцин

H: Гістидин

I: Ізолейцин

K: Лізин

L: Лейцин

M: Метіонін

N: Аспарагін

P: Пролін

Q: Глутамін

R: Аргінін

S: Серин

T: Треонін

V: Валін

W: Триптофан

Кодований геном білок за функцією належить до цитокінів. 
Секретований назовні.